# Women's Wear Daily
Women's Wear Daily (WWD) jsou americké módní noviny, jejichž historie sahá do roku 1910, kdy byly založeny Edmundem Fairchildem. Informují o trendech jak v dámské, tak i pánské módě. Spadají pod společnost Fairchild Fashion Media, kterou vlastní Penske Media Corporation. Poslední číslo WWD v novinovém formátu bylo vydáno 24. dubna 2015, odkdy noviny vycházely pouze v digitálním denním formátu. Od 29. dubna 2015 vychází tištěná týdenní verze.